# Homenaje a Jeros
Homenaje a Jeros es un álbum de homenaje póstumo a Juan Antonio Jiménez Muñoz Jeros, principal vocalista del trío Los Chichos. Fue dirigido y realizado por su hijo, el músico y productor Julio Jiménez Borja Chaboli, y por el guitarrista de Ketama José Miguel Carmona Josemi, con el sello de Universal Music Spain S.L. El disco se publicó en marzo de 2001 y participaron
en él diversos artistas del flamenco-pop.
El disco se compone de 13 canciones elegidas entre todos los temas de los álbumes de Los Chichos. En cada canción se extrajo la voz del Jeros, y se añadió una nueva instrumentación de fondo y la voz del artista colaborador, dando así la sensación de que se cantaba a dúo con el Jeros.
En el inlay interior del disco figura un apartado con varias fotos de la época de Jeros con Los Chichos y una inédita en solitario, y un apartado de agradecimientos. 

## Temas
- 1. «Quiero estar solo», con Alejandro Sanz.
- 2. «Bailarás con alegría», con Farruquito.
- 3. «Amor pecador», con Jarabe de Palo.
- 4. «Yo quiero a May»
- 5. «Amor de compra y venta»
- 6. «Aunque te sobren amores»
- 7. «Campo de la bota»
- 8. «Amor y ruleta», con Lolita Flores.
- 9. «Otro camino», con Niña Pastori.
- 10. «Los buenos momentos» (Popurrí), con Pepe Habichuela, Montse Cortés, Marina Heredia, Pepe Luis Carmona, José Soto, Duquende y Los Chichos. Incluye los temas: «No me convencerás», «Te vas, me dejas», «Tienes que aprender de mí», «Vivía errante», «Perdió su pañuelo», «Quiero ser libre», «Niña por qué lloras» y «Ella se vendrá detrás de mí».
- 11. «Quiero estar solo»
- 12. «Amor pecador»
- 13. «Amor y ruleta»